# Лорд-канцлер
Лорд високий канцлер Великої Британії, або Лорд-канцлер (за старих часів Канцлер Англії і Лорд-канцлер Шотландії), один із найстарших і найважливіших функціонерів уряду у Великій Британії і попередніх державах. Він — вищий сановник держави, призначається королем за порадою прем'єр-міністра і за конвенціями. Завжди пер, хоча законодавчих обмежень для призначень простолюдина немає. Обов'язки лорд-канцлера досить широкі:
- головує в палаті лордів;
- бере участь у кабінеті;
- зберігає велику печатку;
- очолює судову владу.

Міркування про широту повноважень призвели до пропозиції адміністрації Тоні Блера скасувати посаду. Акт про конституційну реформу 2005 передає багато повноважень іншим особам. З 2003 лорд-канцлером був Charlie Falconer, Baron Falconer of Thoroton (також був Державним секретарем у конституційних справах).
Замість лорд-канцлера може бути призначений Лорд-зберігач Великої печатки. Дві посади мають однакові обов'язки. Єдина відмінність у режимі призначення. Також посада лорд-канцлера дозволяє призначати групу осіб, які називаються «лорди-комісари Великої печатки».
З XI століття лорд-канцлери були винятково призначеними та інші згадані посади не використовувалися.
З 21 квітня 2023 року посаду лорд-канцлера обіймає Алекс Чок.

## Мішок з вовною (the woolsack)
Лорд-канцлер у Палаті лордів сидить на мішку з вовною. Цей звичай бере початок із середніх віків, коли Англія була головним експортером вовни та вовняних виробів у Європу і вважалася провідним виробником як за якістю, так і за кількістю матеріалу. Символізуючи національне надбання країни, Лорд-канцлер сидить на мішку, набитому вовною. Єдина зміна традиції — мішок набивають вовною не тільки виробництва Великої Британії, але й інших країн Співдружності, що символізує єдність цих країн.  